# JR-Baureihe E235
Die Baureihe E235 der japanischen Bahngesellschaft JR East ist ein Elektrotriebzug, der im S-Bahnverkehr im Ballungsraum Tokyo eingesetzt wird.
Dieser Zug basiert auf den Baureihen E233 und E231 und wird seit 2015 von J-TREC in Yokohama und Niitsu gefertigt.

## E235-0 Yamanote-Linie

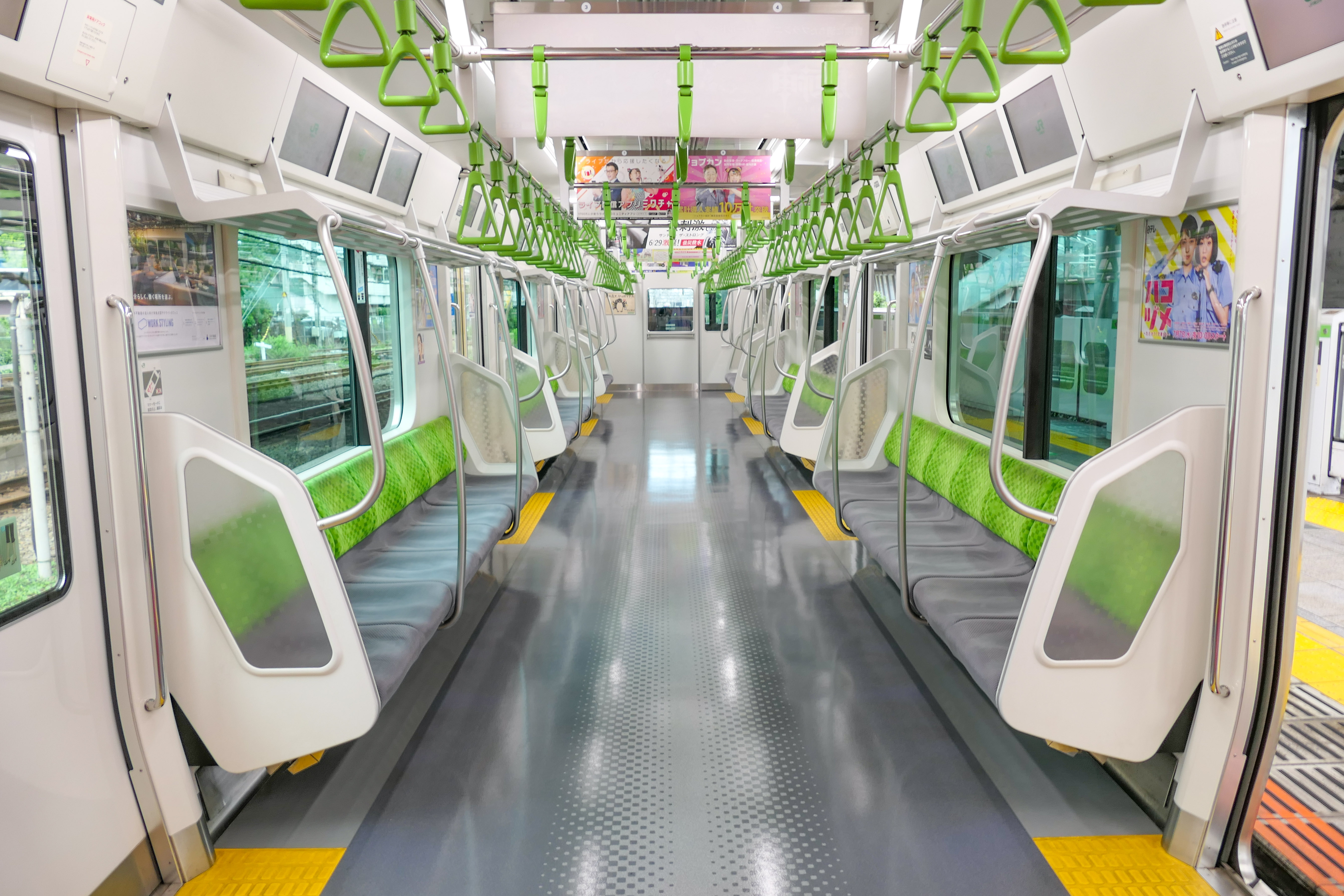
Innenraum eines Zugs auf der Yamanote-Linie

Die ersten 50 gebauten Triebzüge der Baureihe E235 verkehren auf der Yamanote-Linie, einer metroartigen Ringlinie rund um die Innenstadt von Tokyo. Diese Züge ersetzen den kompletten bisherigen Wagenpark aus Triebzügen der Baureihe E231-500 auf dieser hoch frequentierten S-Bahnlinie. 48 der Wagen an der Stelle des Wagen 10 sind durch Umbauten aus diesen Zügen entstanden. Die Wagen 10 haben eine etwas abweichende Türanordnung, sodass die Zehnwagenzüge der Keihin-Tōhoku-Linie bei Bauarbeiten die Bahnsteige und Bahnsteigtüren der Yamanote-Linie mitnutzen können.
Die insgesamt 220 Meter langen und aus elf Wagen (davon sechs motorisiert) bestehenden Züge bieten 534 Passagieren einen Sitzplatz. Die Züge sind mit vier Türen pro Wagenseite und Längsbestuhlung ausgerüstet, sodass in der Hauptverkehrszeit über 1600 Passagiere pro Zug befördert werden können. Da die Yamanote-Linie mit halbhohen Bahnsteigtüren ausgestattet ist, entspricht die Anordnung der Türen den vorher eingesetzten Zügen. Die neuen Züge, die Bahnsteigtüren und automatisierter Betrieb erlauben eine Kapazitätssteigerung.
Durch verschiedene Maßnahmen wurde der Komfort gesteigert. Die Sitzbreite der Längssitze wurde von 450 Millimeter bei den E231 auf 460 Millimeter vergrößert. Die Höhe der Gepäckablagen über den Sitzen wurde im Mehrzweckbereich verringert. Es wurden LED-Beleuchtung und Fahrgastinformationssysteme eingebaut.

## E235-500 Yokosuka-Sobu-Linie

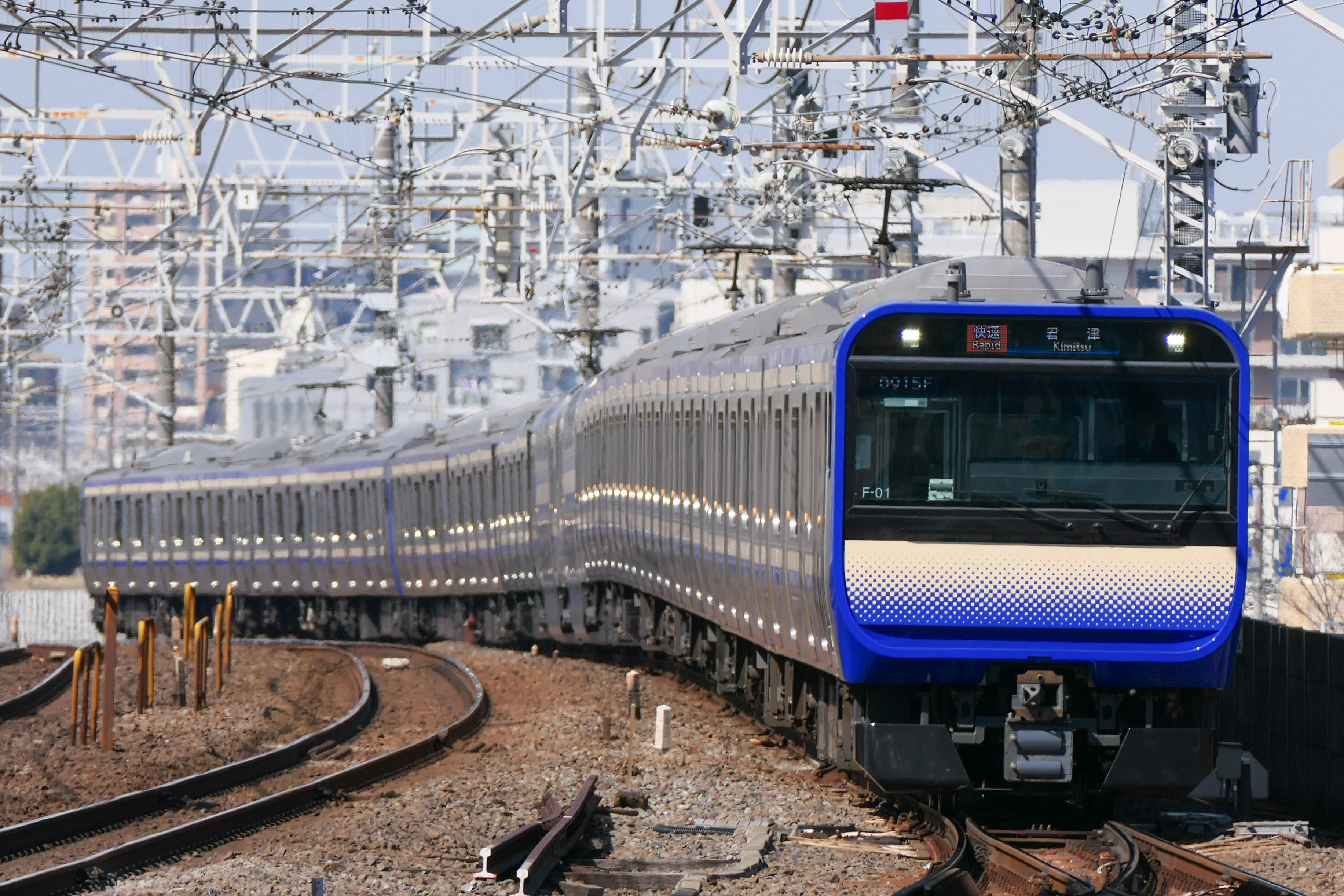
Komposition aus einem Elfwagenzug und einem Vierwagenzug in der Farbgebung für die Yokosuka-Sobu-Linie

Für den Verkehr auf der Yokosuka-Linie und den Vorortzügen der Sobu-Linie, die in einen viergleisigen Durchgangsbahnhof unter Tokyo Hbf zu einer langen Durchmesserlinie verknüpft wurden, sind 745 Wagen bestellt worden. Seit 2020 ersetzen die 51 Elf- und 46 Vierwagenzüge ältere Triebzüge der Baureihe E217 in diesen Diensten. Sechs beziehungsweise zwei Wagen sind an allen Achsen angetrieben, die übrigen sind antriebslos. Wegen der längeren Distanz sind Toiletten vorgesehen und in jedem Elfwagenzug zwei doppelstöckige „Green cars“ (Wagen 1. Klasse) eingereiht. Diese Wagen erhalten nur zwei einflüglige Türen pro Wagenseite und bequemere Sitze. Normalerweise sollen beide Varianten in Doppeltraktion als Zug mit 300 m Länge und 15 Wagen verkehren.